# قطعنامه ۸۹۰ شورای امنیت
قطعنامه ۸۹۰ شورای امنیت سازمان ملل متحد که در تاریخ ۱۵ دسامبر ۱۹۹۳ تصویب شد، سندی بین‌المللی دربارهٔ آنگولا است. این قطعنامه طی نشست ۳۳۲۳ام با ۱۵ رای موافق، ۰ مخالف و ۰ ممتنع تصویب شد.